# Onda de calor na Europa em 2006
A onda de calor de 2006 na Europa, que ocorreu entre 26 de junho e 30 de julho de 2006, foi um período de tempo excepcionalmente quente, que chegou no fim de junho. O Reino Unido, a França, a Bélgica, os Países Baixos, o Luxemburgo, a Itália, a Polónia, a República Checa, a Hungria e a Alemanha foram os países mais afectados. Muitos recordes foram batidos: nos Países Baixos, Bélgica, Alemanha, Irlanda e Reino Unido, julho de 2006 foi o mês mais quente desde que há registo de temperaturas oficiais.